# Microrregión Serrana dos Quilombos
La Microrregión Serrana dos Quilombos está localizada en la Mesorregión del Este Alagoano, en el  estado de Alagoas. Es formada por siete municipios, siendo el más poblado el de União dos Palmares.

## Municipios
- Chã Preta
- Ibateguara
- Pindoba
- Santana do Mundaú
- São José da Laje
- União dos Palmares
- Viçosa

- Datos: Q2554734